# Mouseover
Mouseover är en händelse i grafiska användargränssnitt som sker när en användare flyttar eller håller markören (hovring) över ett objekt eller ett textavsnitt. Tekniken är vanlig på webbsidor och mouseover-händelser kan skrivas i exempelvis Javascript eller Cascading Style Sheets.
Ett vanligt användande förekommer när adressen till en webbsida visas i statusfältet, oftast i nedre delen av webbläsaren, när musen hovrar över en hyperlänk på sidan. På webbsidor kan en bild bytas mot en annan bild då man för musen över den. Alternativt kan en tooltip (ett verktygstips) visas. 